# Сагареджойський муніципалітет
Сагареджойський муніципалітет (груз. საგარეჯოს მუნიციპალიტეტი) — адміністративна одиниця мгаре Кахетія, Грузія. Адміністративний центр — місто Сагареджо.

## Населення
Станом на 1 січня 2014 чисельність населення муніципалітету склала 51 761 мешканців.
| Грузини | Азербайджанці | Росіяни | Вірмени | Єзиди |
| 66,09%  | 33,16 %       | 0,33 %  | 0,18 %  | 0,06% |